# 进贤南站
进贤南站是为沪昆客专杭长段在江西省内设立的一个高铁站点，位于江西省南昌市进贤县县城的西南侧。进贤南站已于2014年12月10日投入运营。

## 车站结构
车站设2站台4线，其中正线2条，到发线2条，站台为两个侧式站台。站房建筑面积为6000平方米。站房综合楼为两层建筑。
本站站台雨棚采用单柱实腹钢框架结构，覆盖面积为8134平方米。
本站区还将新建生产生活用房2145㎡，新建派出所、警务区和岗亭房屋517㎡。